# Alexander Petrowitsch Rudakow
Alexander Petrowitsch Rudakow (russisch Александр Петрович Рудаков; * 29. Augustjul. / 11. September 1910greg. in Polohy, Oblast Saporischschja; † 10. Juli 1966 in Moskau) war ein sowjetischer Politiker.

## Leben
Rudakow stammte aus einer Bauernfamilie. Ab 1927 arbeitete als der Grubenarbeiter im Donbass. 1931 wurde er Mitglied  der KPdSU. 1937 schloss er das Leningrader Berginstitut ab. Von 1936 bis 1938 war er zunächst für den Komsomol, dann im Apparat des ZK der Kommunistischen Partei der Ukraine (KPU) aktiv, dort stellvertretender Leiter der Abteilung für die Kohleindustrie. 1941/41 arbeitete er im Auftrag des Militärsowjets der Südwestfront. Zwischen 1942 und 1944 war er im Apparat des ZK der KPdSU, dann wieder beim ZK der KPU tätig, diesmal als Leiter der Abteilungen Kohle- bzw. Schwerindustrie, später der Abteilung der Partei-, Gewerkschafts- und Komsomolorgane. Von September 1952 bis Januar 1956 war Rudakow Mitglied des ZK der KPU.
Ab Februar 1956 war er Kandidat des ZK der KPdSU, ab November 1962 Mitglied und Sekretär des ZK der KPdSU. Bis zu seinem Tode war er Leiter der Abteilung Schwerindustrie beim ZK der KPdSU.
Er war Mitglied des Obersten Sowjets in der 6. und 7. Wahlperiode. Rudakow war Delegierter des XX., XXI., XXII. und XXIII. Parteitages der KPdSU.

## Ehrungen
Rudakow wurde mit zwei Leninorden sowie weiteren Orden und Medaillen ausgezeichnet. Er wurde an der Kremlmauer beigesetzt.